# 양심수
양심수(良心囚,영어: prisoner of conscience)는 정치적 또는 사상적 신념을 지키기 위해 투옥된 사람을 말한다. 인권운동단체인 앰네스티(국제사면위원회)에서는 '폭력을 사용하지 않았음에도 불구하고, 자신의 정치적·종교적 신념, 인종, 성별, 피부색, 언어 등을 이유로 구속·수감된 모든 경우'를 양심수로 규정하고 있다. 대한민국 국가보안법 위반이나 양심적 병역거부로 수감된 이들, 비전향 장기수, 남아프리카 공화국의 넬슨 만델라처럼 인종차별반대로 수감되었던 이들이 양심수에 해당한다고 볼 수 있다.
평북 연변 출신으로 1958년 동해안으로 대남 침투하던 중 울릉도 서북 해상에서 경찰에 검거된 우용각은  체포뒤 해군 정보부에서 조사를 받고 국가보안법 위반으로 무기징역을 선고받아 대전교도소에 특별사동 독거실에 수감됐다. 29세의 나이에 수감된 뒤 71세인 1999년 대통령 특별사면되었다. 1990년대초 빨치산이었던 미전향 장기수에 대한 정치적 사회적 관심이 높아지면서 세상에 알려져 민주화실천운동가족협의회 등 인권단체들이 어떤 혐의로 어떻게 재판받았는지 조사하기 위해 면회를 신청하기도 했으나 허락받지 못했지만 함께 수감됐던 재야인사 등을 통해 사상전향서 제출을 거부하여 사면대상에서 제외돼 왔으며 고문 후유증과 중풍으로 인한 근육마비 증세로 밥조차 제대로 먹지 못하고 있다는 이야기를 전하면서 1998년 3월 뉴욕타임스는 `40년동안 단 한 번의 면회도 없이 독방에 수감돼 있는 양심수'라고 우용각을 소개하면서 석방을 촉구하고 국제 앰네스티도 석방을 우리 정부에 건의했었다.

## 같이 보기
- 정치범
- 확신범